# Делл’Акква, Анджело
Анджело Делл’Акква (итал. Angelo Dell'Acqua; 9 декабря 1903, Милан, королевство Италия — 27 августа 1972, Лурд, Франция) — итальянский куриальный кардинал и ватиканский сановник. Заместитель Государственного Секретаря Святого Престола по общим делам с 17 февраля 1953 по 29 июня 1967. Титулярный архиепископ Халцедонии с 14 декабря 1958 по 26 июня 1967. Председатель Префектуры экономических дел Святого Престола с 23 сентября 1967 по 13 января 1968. Генеральный викарий Рима с 13 января 1968 по 27 августа 1972. Архипресвитер патриаршей Латеранской базилики 7 ноября 1970 по 27 августа 1972. Кардинал-священник с 26 июня 1967, с титулом церкви Санти-Амброджо-э-Карло с 29 июня 1967.